# Traben-Trarbach
Traben-Trarbach är en stad i Landkreis Bernkastel-Wittlich i förbundslandet Rheinland-Pfalz, Tyskland. Staden har cirka 5 700 invånare.
Staden ingår i kommunalförbundet Verbandsgemeinde Traben-Trarbach tillsammans med ytterligare 16 kommuner.